# Corymborkis corymbis
Espèce
Synonymes
- Corymbis bolusiana Schltr.[1]
- Corymbis corymbosa Thouars[1]
- Corymbis leptantha Kraenzl. ex Engl.[1]
- Corymbis thouarsii Rchb.f.[1]
- Corymbis welwitschii Rchb.f.[1]
- Corymborkis corymbosa (Thouars) Kuntze[1]
- Corymborkis disticha Lindl.[1]
- Corymborkis thouarsii (Rchb.f.) Blume[1]
- Corymborkis welwitschii (Rchb.f.) Kuntze[1]

 Corymborkis corymbis est une espèce de plantes à fleurs de la famille des Orchidaceae (les orchidées) et du genre Corymborkis, présente dans plusieurs pays d'Afrique tropicale : Guinée, Sierra Leone, Côte d'Ivoire, Ghana, Nigeria, Cameroun, îles de Bioko et d'Annobón en Guinée équatoriale, île de Sao Tomé (Sao Tomé-et-Principe), Gabon, République démocratique du Congo, Afrique de l'Est, Angola, Afrique zambézienne, Afrique du Sud.